# Ceratostema
Ceratostema je rod rostlin z čeledi vřesovcovité. Jsou to pozemní nebo epifytické keře s drobnými střídavými listy a trubkovitými květy. Rod zahrnuje asi 34 druhů a je rozšířen výhradně v Jižní Americe. Nejvíce druhů roste v Ekvádoru.

## Popis
Zástupci rodu Ceratostema jsou pozemní nebo epifytické, výjimečně i šphavé keře s drobnými, jednoduchými, střídavými listy. Žilnatina je zpeřená nebo od báze vícežilná. Rostliny mají často vyvinutou dřevnatou stonkovou hlízu (lignotuber). Květy jsou převážně pětičetné, uspořádané ve svazečcích či hroznech nebo řidčeji jednotlivé, u některých druhů podepřené nápadnými listeny. Kalich
Koruna je většinou delší než 1 cm, s válcovitou a na bázi často břichatou korunní trubkou, asi do poloviny členěná na cípy. Tyčinky mohou být volné nebo srostlé a mají krátké nitky. Plody jsou temně modročerné.

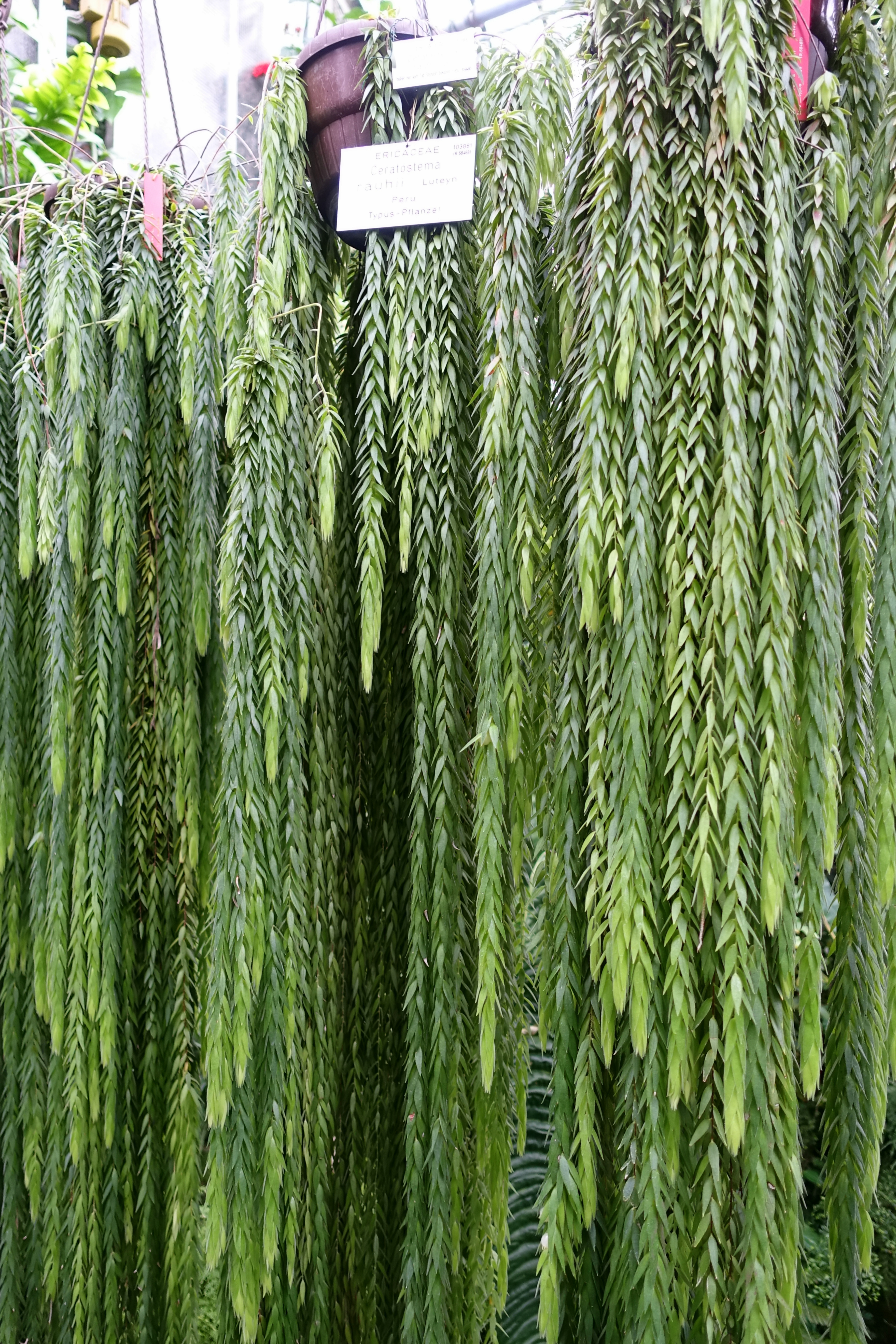
Ceratostema rauhii v botanické zahradě v Německu
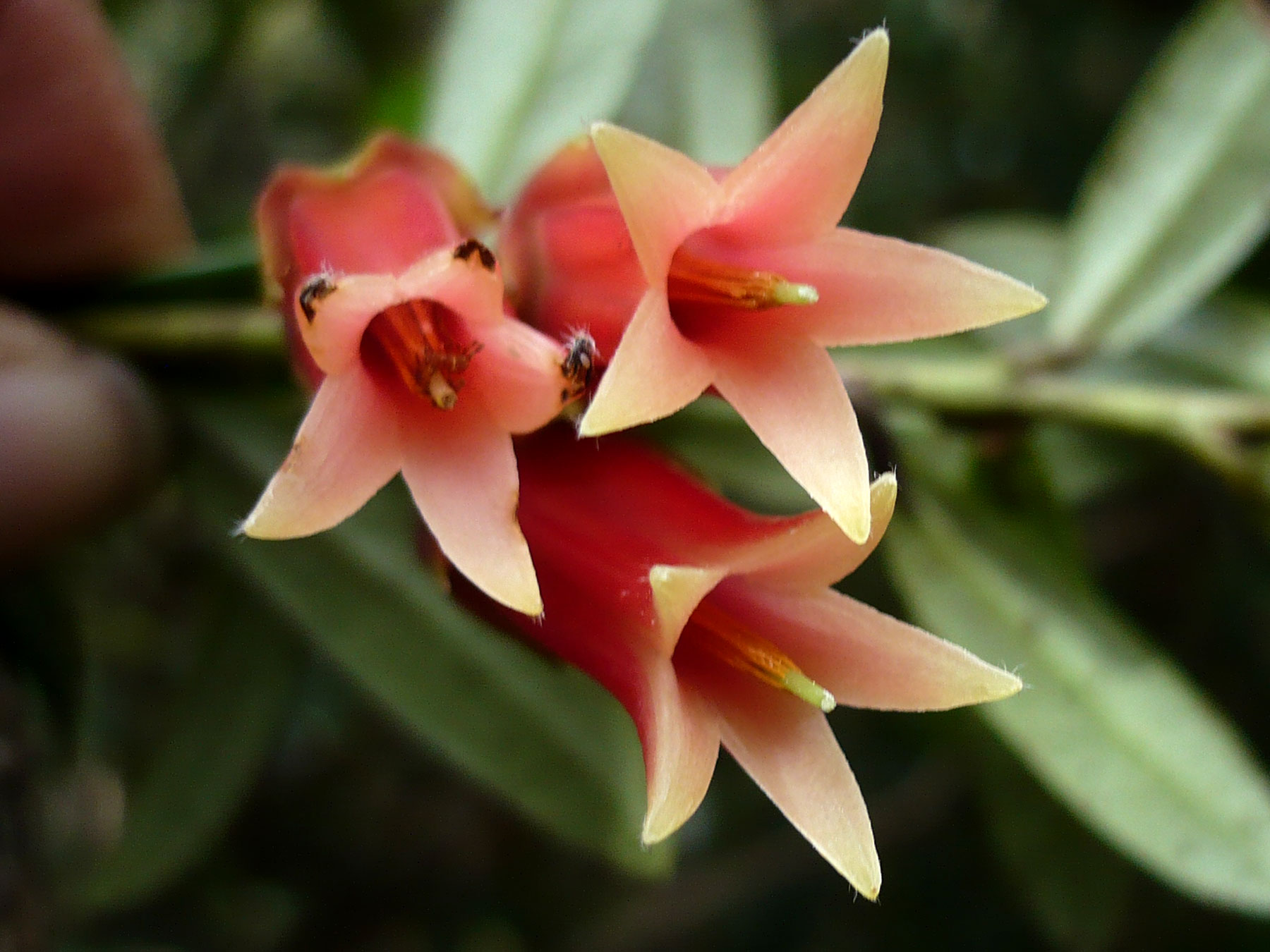
Detail květů Ceratostema oellgaardii

## Rozšíření
Do rodu Ceratostema je řazeno asi 34 druhů. Je rozšířen výhradně v Jižní Americe od Peru a Ekvádoru přes Kolumbii po Venezuelu a Guyanu. Centrum druhové diverzity je ve východním Ekvádoru, odkud je uváděno 26 endemických druhů.
Rostliny se vyskytují v horských oblastech v nadmořských výškách od 800 do 3700 metrů.

## Taxonomie
Rod popsal Antoine Laurent de Jussieu a publikoval roku 1789 ve svém díle Genera Plantarum.